# هيدو يوشيزاوا
هيدو يوشيزاوا (باليابانية: 吉澤 英生) (10 أبريل 1972 في مايه-باشي في اليابان – )؛ هو لاعب كرة قدم ياباني سابق كان يلعب كمدافع.

## وصلات خارجية
- هيدو يوشيزاوا على موقع قاعدة بيانات كرة القدم.إي يو (الإنجليزية)
- هيدو يوشيزاوا على موقع Soccerway.com (الإنجليزية)

- J.League Data Site (باليابانية)